# Torneo Clausura 2025 de Tercera División de Costa Rica
El Torneo Clausura 2025 de Tercera División fue la tercera categoría del fútbol costarricense, organizada por LINAFA.
Para este Torneo el equipo del A.D. Rosario llega como el campeón del Apertura 2024 por lo que se asegura una eventual final, en caso de lograr el cetro en este certamen ascenderá automáticamente a la Liga de Ascenso para la Temporada 2025-2026.
El equipo de la A. D. Santa Rosa queda excluido del Clausura por incumplimiento en la inscripción de 15 integrantes del equipo para la Temporada 2024-2025.
El equipo del Municipal Osa anunció que se retira del torneo por situaciones económicas. 
El equipo del Deportivo Puriscal pierde la categoría por no presentar al equipo de Alto rendimiento en juego programado.
El equipo de A.C. Acosta cedió su franquicia al equipo de La Unión de Tres Ríos por lo que para este torneo jugarán sus partidos de local en el cantón de La Unión de Cartago.

## Sistema de competición
Se realizan 2 torneos, Apertura y Clausura (respectivamente). Los ganadores de cada torneo tendrán garantizada una Gran Final entre ellos para definir al nuevo participante de la próxima temporada en la Segunda División de Costa Rica. En caso de que el Campeón del Torneo de Clausura sea el mismo del Torneo de Apertura, no habrá gran final.
- Primera Fase:

En cada grupo de 6 equipos participantes, jugarán a 2 vueltas, completando 10 fechas cada equipo. Clasifican a la siguiente fase los 4 mejores equipos de cada grupo. 
- Segunda Fase: (Octavos de final)

Sistema de clasificación por eliminación directa ida y vuelta. Clasifican a la siguiente fase los 12 ganadores de las series y los 4 mejores perdedores.
- Tercera Fase: (Cuartos de Final)

Sistema de clasificación por eliminación directa de juegos de ida y vuelta.
- Cuarta Fase: (Semifinales)

Sistema de clasificación por eliminación directa de juegos de ida y vuelta.
- Quinta Fase: (Final)

Serie de ida y vuelta en el que se define el campeón.

## Equipos participantes
En la temporada 2024-2025 participarán los siguientes equipos:
| Grupo   | Zona               | Equipos |
| ------- | ------------------ | --- |
| Grupo A | Pacífico Chorotega | - A. D. Cañas - Águila F. C. - A. D. R. Cóbano - A. D. Santa Rosa (*) - A. D. Esparza PSL - A. D. Rosario          |
| Grupo B | Occidente          | - UCR Fútbol Club - A.D. Ramonense - Pitbulls F. C. - Deportivo Puriscal (***) - La Unión F.C. - C. D. Pavas       |
| Grupo C | Metro Sur          | - Municipal Coto Brus - Municipal Osa(**) - ASODEBA - Real Santaneño - Municipal Desamparados - San Migool - V. C. |
| Grupo D | Caribe             | - Valle F. C. - Talentos del Caribe - ADF Siquirreña - Orión F. C. - CCDR San Pablo - AF Lankester 1943            |

Nota:
(*) El equipo de Santa Rosa queda excluido del torneo de Clausura por un tema administrativo al inscribir de manera incorrecta a 15 jugadores del plantel.

(**) El equipo del Municipal Osa se retira por temas económicos.

(***) El equipo del Deportivo Puriscal pierde la categoría por no presentar al equipo de Alto rendimiento en juego programado.

## Tabla de posiciones

### Grupo A: Chorotega Pacífico
| Pos. | Equipo            | Pts. | PJ | G | E | P | GF | GC | Dif. | Clasificación    |
| ---- | ----------------- | ---- | -- | - | - | - | -- | -- | ---- | ---------------- |
| 1    | A. D. R. Cóbano   | 19   | 8  | 6 | 1 | 1 | 27 | 11 | +16  | Octavos de final |
| 2    | Águila F. C.      | 17   | 8  | 5 | 2 | 1 | 20 | 11 | +9   | Octavos de final |
| 3    | A. D. Rosario     | 9    | 8  | 2 | 3 | 3 | 17 | 18 | −1   |                  |
| 4    | A. D. Esparza PSL | 5    | 8  | 1 | 2 | 5 | 12 | 21 | −9   | Octavos de final |
| 5    | A. D. Cañas       | 5    | 8  | 1 | 2 | 5 | 9  | 24 | −15  |                  |
| 6    | A. D. Santa Rosa  | 0    | 0  | 0 | 0 | 0 | 0  | 0  | 0    | Último lugar     |

 Fuente: LINAFA
Notas:
1. ↑  El equipo de Santa Rosa queda excluido del torneo de Clausura por un tema administrativo al inscribir de manera incorrecta a 15 jugadores del plantel.

|  | Campeón del Apertura 2024 |

### Grupo B: Occidente
| Pos. | Equipo             | Pts. | PJ | G | E | P | GF | GC | Dif. | Clasificación    |
| ---- | ------------------ | ---- | -- | - | - | - | -- | -- | ---- | ---------------- |
| 1    | Pitbulls F. C.     | 20   | 8  | 6 | 2 | 0 | 17 | 2  | +15  | Octavos de final |
| 2    | A. D. Ramonense    | 13   | 8  | 4 | 1 | 3 | 17 | 9  | +8   | Octavos de final |
| 3    | C. D. Pavas        | 12   | 8  | 3 | 3 | 2 | 16 | 8  | +8   | Octavos de final |
| 4    | UCR Fútbol Club    | 6    | 8  | 1 | 3 | 4 | 6  | 12 | −6   | Octavos de final |
| 5    | La Unión F.C.      | 4    | 8  | 1 | 1 | 6 | 7  | 32 | −25  |                  |
| 6    | Deportivo Puriscal | 0    | 0  | 0 | 0 | 0 | 0  | 0  | 0    | Último lugar     |

 Fuente: LINAFA
Notas:
1. ↑  El equipo de Puriscal pierde la categoría por no presentar el equipo de Alto rendimiento en fecha programada.

### Grupo C: Metro Sur
| Pos. | Equipo                 | Pts. | PJ | G | E | P | GF | GC | Dif. | Clasificación    |
| ---- | ---------------------- | ---- | -- | - | - | - | -- | -- | ---- | ---------------- |
| 1    | ASODEBA                | 17   | 8  | 5 | 2 | 1 | 18 | 10 | +8   | Octavos de final |
| 2    | Municipal Coto Brus    | 14   | 8  | 4 | 2 | 2 | 13 | 11 | +2   | Octavos de final |
| 3    | San Migool - V. C.     | 13   | 8  | 4 | 1 | 3 | 13 | 10 | +3   | Octavos de final |
| 4    | Municipal Desamparados | 8    | 8  | 2 | 2 | 4 | 11 | 14 | −3   | Octavos de final |
| 5    | Real Santaneño         | 4    | 8  | 1 | 1 | 6 | 7  | 17 | −10  |                  |
| 6    | Municipal Osa          | 0    | 0  | 0 | 0 | 0 | 0  | 0  | 0    | Último lugar     |

 Fuente: LINAFA
Notas:
1. ↑  El equipo del Municipal Osa se retira del torneo de Clausura por temas económicos.

### Grupo D: Caribe
| Pos. | Equipo              | Pts. | PJ | G | E | P | GF | GC | Dif. | Clasificación    |
| ---- | ------------------- | ---- | -- | - | - | - | -- | -- | ---- | ---------------- |
| 1    | Talentos del Caribe | 21   | 10 | 6 | 3 | 1 | 20 | 15 | +5   | Octavos de final |
| 2    | Valle F. C.         | 20   | 10 | 6 | 2 | 2 | 25 | 15 | +10  | Octavos de final |
| 3    | AF Lankester 1943   | 17   | 9  | 5 | 2 | 2 | 22 | 14 | +8   | Octavos de final |
| 4    | ADF Siquirreña      | 13   | 9  | 4 | 1 | 4 | 12 | 11 | +1   | Octavos de final |
| 5    | CCDR San Pablo      | 5    | 10 | 1 | 2 | 7 | 7  | 19 | −12  |                  |
| 6    | Orión F. C.         | 5    | 8  | 1 | 2 | 5 | 6  | 18 | −12  | Último lugar     |

 Fuente: LINAFA
Notas:
1. ↑  El equipo del Orión F.C. ha sido suspendido por LINAFA por el No pago de las sanciones aplicadas por el Comité de Disciplina y el Tribunal de Conflictos Deportivos del Fútbol Aficionado"..

## Resultados

### Grupo A: Chorotega Pacífico
| Jornada 1                  | Jornada 1 | Jornada 1         | Jornada 1            | Jornada 1   | Jornada 1 | Jornada 1 | Jornada 1 |
| Local                      | Resultado | Visitante         | Estadio              | Fecha       |           |           |           |
| -------------------------- | --------- | ----------------- | -------------------- | ----------- | --------- | --------- | --------- |
| A. D. Rosario              | 2 - 2     | A. D. Esparza PSL | Municipal de Naranjo | 26 de enero |           |           |           |
| A. D. R. Cóbano            | 7 - 1     | A. D. Cañas       | Valentín Jiménez     | 26 de enero |           |           |           |
| Equipo libre: Águila F. C. |           |                   |                      |             |           |           |           |
| Total de goles: 12         |           |                   |                      |             |           |           |           |

| Jornada 2                 | Jornada 2 | Jornada 2       | Jornada 2             | Jornada 2    | Jornada 2 | Jornada 2 | Jornada 2 |
| Local                     | Resultado | Visitante       | Estadio               | Fecha        |           |           |           |
| ------------------------- | --------- | --------------- | --------------------- | ------------ | --------- | --------- | --------- |
| Águila F. C.              | 5 - 1     | A. D. Rosario   | Municipal de Carrillo | 2 de febrero |           |           |           |
| A. D. Esparza PSL         | 2 - 4     | A. D. R. Cóbano | Hugo Carranza         | 2 de febrero |           |           |           |
| Equipo libre: A. D. Cañas |           |                 |                       |              |           |           |           |
| Total de goles:12         |           |                 |                       |              |           |           |           |

| Jornada 3                  | Jornada 3 | Jornada 3    | Jornada 3        | Jornada 3    | Jornada 3 | Jornada 3 | Jornada 3 |
| Local                      | Resultado | Visitante    | Estadio          | Fecha        |           |           |           |
| -------------------------- | --------- | ------------ | ---------------- | ------------ | --------- | --------- | --------- |
| A. D. Esparza PSL          | 1 - 1     | A.D. Cañas   | Hugo Carranza    | 9 de febrero |           |           |           |
| A. D. R. Cóbano            | 3 - 2     | Águila F. C. | Valentín Jiménez | 9 de febrero |           |           |           |
| Equipo libre:A. D. Rosario |           |              |                  |              |           |           |           |
| Total de goles: 7          |           |              |                  |              |           |           |           |

| Jornada 4                      | Jornada 4 | Jornada 4     | Jornada 4             | Jornada 4     | Jornada 4 | Jornada 4 | Jornada 4 |
| Local                          | Resultado | Visitante     | Estadio               | Fecha         |           |           |           |
| ------------------------------ | --------- | ------------- | --------------------- | ------------- | --------- | --------- | --------- |
| A. D. R. Cóbano                | 3 - 0     | A. D. Rosario | Valentín Jiménez      | 16 de febrero |           |           |           |
| Águila F. C.                   | 0 - 0     | A.D. Cañas    | Municipal de Carrillo | 16 de febrero |           |           |           |
| Equipo libre:A. D. Esparza PSL |           |               |                       |               |           |           |           |
| Total de goles:3               |           |               |                       |               |           |           |           |

| Jornada 5                    | Jornada 5 | Jornada 5         | Jornada 5             | Jornada 5     | Jornada 5 | Jornada 5 | Jornada 5 |
| Local                        | Resultado | Visitante         | Estadio               | Fecha         |           |           |           |
| ---------------------------- | --------- | ----------------- | --------------------- | ------------- | --------- | --------- | --------- |
| A.D. Cañas                   | 2 - 1     | A. D. Rosario     | Municipal de Cañas    | 23 de febrero |           |           |           |
| Águila F. C.                 | 3 - 2     | A. D. Esparza PSL | Municipal de Carrillo | 23 de febrero |           |           |           |
| Equipo libre:A. D. R. Cóbano |           |                   |                       |               |           |           |           |
| Total de goles:8             |           |                   |                       |               |           |           |           |

| Jornada 6                 | Jornada 6 | Jornada 6       | Jornada 6          | Jornada 6  | Jornada 6 | Jornada 6 | Jornada 6 |
| Local                     | Resultado | Visitante       | Estadio            | Fecha      |           |           |           |
| ------------------------- | --------- | --------------- | ------------------ | ---------- | --------- | --------- | --------- |
| A. D. Esparza PSL         | 0 - 2     | A. D. Rosario   | Hugo Carranza      | 2 de marzo |           |           |           |
| A.D. Cañas                | 0 - 2     | A. D. R. Cóbano | Municipal de Cañas | 2 de marzo |           |           |           |
| Equipo libre:Águila F. C. |           |                 |                    |            |           |           |           |
| Total de goles: 4         |           |                 |                    |            |           |           |           |

| Jornada 7               | Jornada 7 | Jornada 7         | Jornada 7         | Jornada 7  | Jornada 7 | Jornada 7 | Jornada 7 |
| Local                   | Resultado | Visitante         | Estadio           | Fecha      |           |           |           |
| ----------------------- | --------- | ----------------- | ----------------- | ---------- | --------- | --------- | --------- |
| A. D. R. Cóbano         | 4 - 1     | A. D. Esparza PSL | Valentín Jiménez  | 9 de marzo |           |           |           |
| A. D. Rosario           | 2 - 2     | Águila F. C.      | "Palmareño" Solís | 9 de marzo |           |           |           |
| Equipo libre:A.D. Cañas |           |                   |                   |            |           |           |           |
| Total de goles:11       |           |                   |                   |            |           |           |           |

| Jornada 8                  | Jornada 8 | Jornada 8         | Jornada 8             | Jornada 8   | Jornada 8 | Jornada 8 | Jornada 8 |
| Local                      | Resultado | Visitante         | Estadio               | Fecha       |           |           |           |
| -------------------------- | --------- | ----------------- | --------------------- | ----------- | --------- | --------- | --------- |
| A.D. Cañas                 | 3 - 4     | A. D. Esparza PSL | Municipal de Cañas    | 16 de marzo |           |           |           |
| Águila F. C.               | 3 - 2     | A. D. R. Cóbano   | Municipal de Carrillo | 16 de marzo |           |           |           |
| Equipo libre:A. D. Rosario |           |                   |                       |             |           |           |           |
| Total de goles:12          |           |                   |                       |             |           |           |           |

| Jornada 9                      | Jornada 9 | Jornada 9       | Jornada 9             | Jornada 9   | Jornada 9 | Jornada 9 | Jornada 9 |
| Local                          | Resultado | Visitante       | Estadio               | Fecha       |           |           |           |
| ------------------------------ | --------- | --------------- | --------------------- | ----------- | --------- | --------- | --------- |
| A. D. Rosario                  | 2 - 2     | A. D. R. Cóbano | San Miguel de Naranjo | 23 de marzo |           |           |           |
| A. D. Cañas                    | 0 - 2     | Águila F. C.    | Municipal de Cañas    | 23 de marzo |           |           |           |
| Equipo libre:A. D. Esparza PSL |           |                 |                       |             |           |           |           |
| Total de goles:6               |           |                 |                       |             |           |           |           |

| Jornada 10                   | Jornada 10 | Jornada 10   | Jornada 10        | Jornada 10  | Jornada 10 | Jornada 10 | Jornada 10 |
| Local                        | Resultado  | Visitante    | Estadio           | Fecha       |            |            |            |
| ---------------------------- | ---------- | ------------ | ----------------- | ----------- | ---------- | ---------- | ---------- |
| A. D. Esparza PSL            | 1 - 3      | Águila F. C. | Hugo Carranza     | 30 de marzo |            |            |            |
| A. D. Rosario                | 7 - 2      | A. D. Cañas  | "Palmareño" Solís | 30 de marzo |            |            |            |
| Equipo libre:A. D. R. Cóbano |            |              |                   |             |            |            |            |
| Total de goles:13            |            |              |                   |             |            |            |            |

### Grupo B: Occidente
| Jornada 1                    | Jornada 1 | Jornada 1       | Jornada 1           | Jornada 1   | Jornada 1 | Jornada 1 | Jornada 1 |
| Local                        | Resultado | Visitante       | Estadio             | Fecha       |           |           |           |
| ---------------------------- | --------- | --------------- | ------------------- | ----------- | --------- | --------- | --------- |
| La Unión F.C.                | 1 - 4     | A. D. Ramonense | Municipal de Aserrí | 26 de enero |           |           |           |
| C. D. Pavas                  | 0 - 0     | UCR Fútbol Club | Ernesto Rohrmoser   | 26 de enero |           |           |           |
| Equipo libre: Pitbulls F. C. |           |                 |                     |             |           |           |           |
| Total de goles: 5            |           |                 |                     |             |           |           |           |

| Jornada 2                 | Jornada 2 | Jornada 2      | Jornada 2         | Jornada 2    | Jornada 2 | Jornada 2 | Jornada 2 |
| Local                     | Resultado | Visitante      | Estadio           | Fecha        |           |           |           |
| ------------------------- | --------- | -------------- | ----------------- | ------------ | --------- | --------- | --------- |
| UCR Fútbol Club           | 1 - 1     | La Unión F.C.  | Estadio Ecológico | 2 de febrero |           |           |           |
| A. D. Ramonense           | 0 - 1     | Pitbulls F. C. | Guillermo Vargas  | 2 de febrero |           |           |           |
| Equipo libre: C. D. Pavas |           |                |                   |              |           |           |           |
| Total de goles:3          |           |                |                   |              |           |           |           |

| Jornada 3                  | Jornada 3 | Jornada 3       | Jornada 3        | Jornada 3    | Jornada 3 | Jornada 3 | Jornada 3 |
| Local                      | Resultado | Visitante       | Estadio          | Fecha        |           |           |           |
| -------------------------- | --------- | --------------- | ---------------- | ------------ | --------- | --------- | --------- |
| A. D. Ramonense            | 4 - 0     | UCR Fútbol Club | Guillermo Vargas | 9 de febrero |           |           |           |
| C. D. Pavas                | 1 - 1     | Pitbulls F. C.  | Cancha Hatillo 4 | 9 de febrero |           |           |           |
| Equipo libre:La Unión F.C. |           |                 |                  |              |           |           |           |
| Total de goles: 6          |           |                 |                  |              |           |           |           |

| Jornada 4                    | Jornada 4 | Jornada 4       | Jornada 4               | Jornada 4     | Jornada 4 | Jornada 4 | Jornada 4 |
| Local                        | Resultado | Visitante       | Estadio                 | Fecha         |           |           |           |
| ---------------------------- | --------- | --------------- | ----------------------- | ------------- | --------- | --------- | --------- |
| Pitbulls F. C.               | 2 - 1     | UCR Fútbol Club | Complejo Cibeles        | 16 de febrero |           |           |           |
| La Unión F.C.                | 1 - 3     | C. D. Pavas     | Polideportivo Tres Ríos | 16 de febrero |           |           |           |
| Equipo libre:A. D. Ramonense |           |                 |                         |               |           |           |           |
| Total de goles:7             |           |                 |                         |               |           |           |           |

| Jornada 5                    | Jornada 5 | Jornada 5     | Jornada 5           | Jornada 5     | Jornada 5 | Jornada 5 | Jornada 5 |
| Local                        | Resultado | Visitante     | Estadio             | Fecha         |           |           |           |
| ---------------------------- | --------- | ------------- | ------------------- | ------------- | --------- | --------- | --------- |
| Pitbulls F. C.               | 5 - 0     | La Unión F.C. | Complejo de Cibeles | 23 de febrero |           |           |           |
| A. D. Ramonense              | 2 - 1     | C. D. Pavas   | Guillermo Vargas    | 23 de febrero |           |           |           |
| Equipo libre:UCR Fútbol Club |           |               |                     |               |           |           |           |
| Total de goles:8             |           |               |                     |               |           |           |           |

| Jornada 6                   | Jornada 6 | Jornada 6     | Jornada 6        | Jornada 6  | Jornada 6 | Jornada 6 | Jornada 6 |
| Local                       | Resultado | Visitante     | Estadio          | Fecha      |           |           |           |
| --------------------------- | --------- | ------------- | ---------------- | ---------- | --------- | --------- | --------- |
| UCR Fútbol Club             | 2 - 1     | C. D. Pavas   | Ecológico        | 2 de marzo |           |           |           |
| A. D. Ramonense             | 6 - 0     | La Unión F.C. | Guillermo Vargas | 2 de marzo |           |           |           |
| Equipo libre:Pitbulls F. C. |           |               |                  |            |           |           |           |
| Total de goles: 9           |           |               |                  |            |           |           |           |

| Jornada 7                | Jornada 7 | Jornada 7       | Jornada 7                  | Jornada 7  | Jornada 7 | Jornada 7 | Jornada 7 |
| Local                    | Resultado | Visitante       | Estadio                    | Fecha      |           |           |           |
| ------------------------ | --------- | --------------- | -------------------------- | ---------- | --------- | --------- | --------- |
| Pitbulls F. C.           | 2 - 0     | A. D. Ramonense | Complejo Cibeles           | 9 de marzo |           |           |           |
| La Unión F.C.            | 2 - 1     | UCR Fútbol Club | Polideportivo de Tres Ríos | 9 de marzo |           |           |           |
| Equipo libre:C. D. Pavas |           |                 |                            |            |           |           |           |
| Total de goles:5         |           |                 |                            |            |           |           |           |

| Jornada 8                   | Jornada 8 | Jornada 8       | Jornada 8        | Jornada 8   | Jornada 8 | Jornada 8 | Jornada 8 |
| Local                       | Resultado | Visitante       | Estadio          | Fecha       |           |           |           |
| --------------------------- | --------- | --------------- | ---------------- | ----------- | --------- | --------- | --------- |
| Pitbulls F. C.              | 0 - 0     | C. D. Pavas     | Complejo Cibeles | 16 de marzo |           |           |           |
| A. D. Ramonense             | 1 - 1     | UCR Fútbol Club | Guillermo Vargas | 16 de marzo |           |           |           |
| Equipo libre: La Unión F.C. |           |                 |                  |             |           |           |           |
| Total de goles:2            |           |                 |                  |             |           |           |           |

| Jornada 9                    | Jornada 9 | Jornada 9      | Jornada 9         | Jornada 9   | Jornada 9 | Jornada 9 | Jornada 9 |
| Local                        | Resultado | Visitante      | Estadio           | Fecha       |           |           |           |
| ---------------------------- | --------- | -------------- | ----------------- | ----------- | --------- | --------- | --------- |
| UCR Fútbol Club              | 0 - 1     | Pitbulls F. C. | Ecológico         | 23 de marzo |           |           |           |
| C. D. Pavas                  | 7 - 2     | La Unión F.C.  | Cancha de Hatillo | 23 de marzo |           |           |           |
| Equipo libre:A. D. Ramonense |           |                |                   |             |           |           |           |
| Total de goles:10            |           |                |                   |             |           |           |           |

| Jornada 10                   | Jornada 10 | Jornada 10      | Jornada 10                 | Jornada 10  | Jornada 10 | Jornada 10 | Jornada 10 |
| Local                        | Resultado  | Visitante       | Estadio                    | Fecha       |            |            |            |
| ---------------------------- | ---------- | --------------- | -------------------------- | ----------- | ---------- | ---------- | ---------- |
| La Unión F.C.                | 0 - 5      | Pitbulls F. C.  | Polideportivo de Tres Ríos | 30 de marzo |            |            |            |
| C. D. Pavas                  | 3 - 0      | A. D. Ramonense | Ernesto Rohrmoser          | 30 de marzo |            |            |            |
| Equipo libre:UCR Fútbol Club |            |                 |                            |             |            |            |            |
| Total de goles:8             |            |                 |                            |             |            |            |            |

### Grupo C: Metro Sur
| Jornada 1                         | Jornada 1 | Jornada 1              | Jornada 1              | Jornada 1   | Jornada 1 | Jornada 1 | Jornada 1 |
| Local                             | Resultado | Visitante              | Estadio                | Fecha       |           |           |           |
| --------------------------------- | --------- | ---------------------- | ---------------------- | ----------- | --------- | --------- | --------- |
| San Migool - V. C.                | 3 - 1     | Municipal Desamparados | "Cuty" Monge           | 26 de enero |           |           |           |
| ASODEBA                           | 3 - 0     | Real Santaneño         | Liceo Pacífico del Sur | 26 de enero |           |           |           |
| Equipo libre: Municipal Coto Brus |           |                        |                        |             |           |           |           |
| Total de goles:7                  |           |                        |                        |             |           |           |           |

| Jornada 2                            | Jornada 2 | Jornada 2          | Jornada 2           | Jornada 2    | Jornada 2 | Jornada 2 | Jornada 2 |
| Local                                | Resultado | Visitante          | Estadio             | Fecha        |           |           |           |
| ------------------------------------ | --------- | ------------------ | ------------------- | ------------ | --------- | --------- | --------- |
| Municipal Coto Brus                  | 1 - 1     | ASODEBA            | Hamilton Villalobos | 2 de febrero |           |           |           |
| Real Santaneño                       | 2 - 1     | San Migool - V. C. | Estadio de Salitral | 2 de febrero |           |           |           |
| Equipo libre: Municipal Desamparados |           |                    |                     |              |           |           |           |
| Total de goles:5                     |           |                    |                     |              |           |           |           |

| Jornada 3                        | Jornada 3 | Jornada 3      | Jornada 3                  | Jornada 3    | Jornada 3 | Jornada 3 | Jornada 3 |
| Local                            | Resultado | Visitante      | Estadio                    | Fecha        |           |           |           |
| -------------------------------- | --------- | -------------- | -------------------------- | ------------ | --------- | --------- | --------- |
| Municipal Coto Brus              | 3 - 2     | Real Santaneño | Hamilton Villalobos        | 9 de febrero |           |           |           |
| Municipal Desamparados           | 2 - 2     | ASODEBA        | Cancha Desamparados centro | 9 de febrero |           |           |           |
| Equipo libre: San Migool - V. C. |           |                |                            |              |           |           |           |
| Total de goles: 9                |           |                |                            |              |           |           |           |

| Jornada 4              | Jornada 4 | Jornada 4           | Jornada 4    | Jornada 4     | Jornada 4 | Jornada 4 | Jornada 4 |
| Local                  | Resultado | Visitante           | Estadio      | Fecha         |           |           |           |
| ---------------------- | --------- | ------------------- | ------------ | ------------- | --------- | --------- | --------- |
| San Migool - V. C.     | 3 - 0     | Municipal Coto Brus | "Cuty" Monge | 16 de febrero |           |           |           |
| Municipal Desamparados | 1 - 0     | Real Santaneño      | "Cuty" Monge | 16 de febrero |           |           |           |
| Equipo libre: ASODEBA  |           |                     |              |               |           |           |           |
| Total de goles:4       |           |                     |              |               |           |           |           |

| Jornada 5                    | Jornada 5 | Jornada 5           | Jornada 5    | Jornada 5     | Jornada 5 | Jornada 5 | Jornada 5 |
| Local                        | Resultado | Visitante           | Estadio      | Fecha         |           |           |           |
| ---------------------------- | --------- | ------------------- | ------------ | ------------- | --------- | --------- | --------- |
| San Migool - V. C.           | 0 - 1     | ASODEBA             | "Cuty" Monge | 23 de febrero |           |           |           |
| Municipal Desamparados       | 2 - 1     | Municipal Coto Brus | "Cuty" Monge | 23 de febrero |           |           |           |
| Equipo libre: Real Santaneño |           |                     |              |               |           |           |           |
| Total de goles: 4            |           |                     |              |               |           |           |           |

| Jornada 6                         | Jornada 6 | Jornada 6          | Jornada 6          | Jornada 6  | Jornada 6 | Jornada 6 | Jornada 6 |
| Local                             | Resultado | Visitante          | Estadio            | Fecha      |           |           |           |
| --------------------------------- | --------- | ------------------ | ------------------ | ---------- | --------- | --------- | --------- |
| Municipal Desamparados            | 2 - 3     | San Migool - V. C. | "Cuty" Monge       | 2 de marzo |           |           |           |
| Real Santaneño                    | 1 - 4     | ASODEBA            | Cancha de Salitral | 2 de marzo |           |           |           |
| Equipo libre: Municipal Coto Brus |           |                    |                    |            |           |           |           |
| Total de goles: 10                |           |                    |                    |            |           |           |           |

| Jornada 7                           | Jornada 7 | Jornada 7           | Jornada 7                      | Jornada 7  | Jornada 7 | Jornada 7 | Jornada 7 |
| Local                               | Resultado | Visitante           | Estadio                        | Fecha      |           |           |           |
| ----------------------------------- | --------- | ------------------- | ------------------------------ | ---------- | --------- | --------- | --------- |
| ASODEBA                             | 1 - 3     | Municipal Coto Brus | Polideportivo Marvin Barrantes | 9 de marzo |           |           |           |
| San Migool - V. C.                  | 1 - 0     | Real Santaneño      | "Cuty" Monge                   | 9 de marzo |           |           |           |
| Equipo libre:Municipal Desamparados |           |                     |                                |            |           |           |           |
| Total de goles:5                    |           |                     |                                |            |           |           |           |

| Jornada 8                       | Jornada 8 | Jornada 8           | Jornada 8          | Jornada 8   | Jornada 8 | Jornada 8 | Jornada 8 |
| Local                           | Resultado | Visitante           | Estadio            | Fecha       |           |           |           |
| ------------------------------- | --------- | ------------------- | ------------------ | ----------- | --------- | --------- | --------- |
| Municipal Desamparados          | 2 - 3     | ASODEBA             | "Cuty" Monge       | 16 de marzo |           |           |           |
| Real Santaneño                  | 1 - 3     | Municipal Coto Brus | Cancha de Salitral | 16 de marzo |           |           |           |
| Equipo libre:San Migool - V. C. |           |                     |                    |             |           |           |           |
| Total de goles:9                |           |                     |                    |             |           |           |           |

| Jornada 9            | Jornada 9 | Jornada 9              | Jornada 9           | Jornada 9   | Jornada 9 | Jornada 9 | Jornada 9 |
| Local                | Resultado | Visitante              | Estadio             | Fecha       |           |           |           |
| -------------------- | --------- | ---------------------- | ------------------- | ----------- | --------- | --------- | --------- |
| Municipal Coto Brus  | 1 - 1     | San Migool - V. C.     | Hamilton Villalobos | 23 de marzo |           |           |           |
| Real Santaneño       | 1 - 1     | Municipal Desamparados | Cancha El Invu      | 23 de marzo |           |           |           |
| Equipo libre:ASODEBA |           |                        |                     |             |           |           |           |
| Total de goles: 4    |           |                        |                     |             |           |           |           |

| Jornada 10                  | Jornada 10 | Jornada 10             | Jornada 10                    | Jornada 10  | Jornada 10 | Jornada 10 | Jornada 10 |
| Local                       | Resultado  | Visitante              | Estadio                       | Fecha       |            |            |            |
| --------------------------- | ---------- | ---------------------- | ----------------------------- | ----------- | ---------- | ---------- | ---------- |
| ASODEBA                     | 3 - 1      | San Migool - V. C.     | Polideportivo de Buenos Aires | 30 de marzo |            |            |            |
| Municipal Coto Brus         | 1 - 0      | Municipal Desamparados | Hamilton Villalobos           | 30 de marzo |            |            |            |
| Equipo libre:Real Santaneño |            |                        |                               |             |            |            |            |
| Total de goles: 5           |            |                        |                               |             |            |            |            |

### Grupo D: Caribe
| Jornada 1           | Jornada 1 | Jornada 1      | Jornada 1        | Jornada 1   | Jornada 1 | Jornada 1 | Jornada 1 |
| Local               | Resultado | Visitante      | Estadio          | Fecha       |           |           |           |
| ------------------- | --------- | -------------- | ---------------- | ----------- | --------- | --------- | --------- |
| Talentos del Caribe | 2 - 3     | ADF Siquirreña | Puerto Viejo     | 26 de enero |           |           |           |
| Orión F. C.         | 0 - 1     | CCDR San Pablo | Dulce Nombre     | 26 de enero |           |           |           |
| AF Lankester 1943   | 2 - 3     | Valle F. C.    | Tejar del Guarco | 26 de enero |           |           |           |
| Total de goles:11   |           |                |                  |             |           |           |           |

| Jornada 2         | Jornada 2 | Jornada 2           | Jornada 2            | Jornada 2    | Jornada 2 | Jornada 2 | Jornada 2 |
| Local             | Resultado | Visitante           | Estadio              | Fecha        |           |           |           |
| ----------------- | --------- | ------------------- | -------------------- | ------------ | --------- | --------- | --------- |
| CCDR San Pablo    | 1 - 1     | Talentos del Caribe | "Yuba" Paniagua      | 2 de febrero |           |           |           |
| ADF Siquirreña    | 0 - 1     | AF Lankester 1943   | Estadio de Siquirres | 2 de febrero |           |           |           |
| Valle F. C.       | 8 - 1     | Orión F. C.         | Cancha La Guaria     | 2 de febrero |           |           |           |
| Total de goles:12 |           |                     |                      |              |           |           |           |

| Jornada 3           | Jornada 3 | Jornada 3      | Jornada 3                  | Jornada 3    | Jornada 3 | Jornada 3 | Jornada 3 |
| Local               | Resultado | Visitante      | Estadio                    | Fecha        |           |           |           |
| ------------------- | --------- | -------------- | -------------------------- | ------------ | --------- | --------- | --------- |
| ADF Siquirreña      | 2 - 0     | Valle F. C.    | Polideportivo de Siquirres | 9 de febrero |           |           |           |
| AF Lankester 1943   | 5 - 1     | CCDR San Pablo | Cancha La Soledad          | 9 de febrero |           |           |           |
| Talentos del Caribe | 4 - 1     | Orión F. C.    | Puerto Viejo               | 9 de febrero |           |           |           |
| Total de goles: 13  |           |                |                            |              |           |           |           |

| Jornada 4         | Jornada 4 | Jornada 4           | Jornada 4          | Jornada 4     | Jornada 4 | Jornada 4 | Jornada 4 |
| Local             | Resultado | Visitante           | Estadio            | Fecha         |           |           |           |
| ----------------- | --------- | ------------------- | ------------------ | ------------- | --------- | --------- | --------- |
| Orión F. C.       | 1 - 0     | ADF Siquirreña      | Dulce Nombre       | 16 de febrero |           |           |           |
| AF Lankester 1943 | 3 - 3     | Talentos del Caribe | "Quincho" Barquero | 16 de febrero |           |           |           |
| CCDR San Pablo    | 0 - 2     | Valle F. C.         | "Yuba" Paniagua    | 16 de febrero |           |           |           |
| Total de goles:9  |           |                     |                    |               |           |           |           |

| Jornada 5        | Jornada 5 | Jornada 5           | Jornada 5        | Jornada 5     | Jornada 5 | Jornada 5 | Jornada 5 |
| Local            | Resultado | Visitante           | Estadio          | Fecha         |           |           |           |
| ---------------- | --------- | ------------------- | ---------------- | ------------- | --------- | --------- | --------- |
| Orión F. C.      | 0 - 0     | AF Lankester 1943   | Dulce Nombre     | 23 de febrero |           |           |           |
| CCDR San Pablo   | 1 - 3     | ADF Siquirreña      | "Yuba" Paniagua  | 23 de febrero |           |           |           |
| Valle F. C.      | 1 - 1     | Talentos del Caribe | Cancha La Guaria | 23 de febrero |           |           |           |
| Total de goles:6 |           |                     |                  |               |           |           |           |

| Jornada 6        | Jornada 6 | Jornada 6           | Jornada 6            | Jornada 6  | Jornada 6 | Jornada 6 | Jornada 6 |
| Local            | Resultado | Visitante           | Estadio              | Fecha      |           |           |           |
| ---------------- | --------- | ------------------- | -------------------- | ---------- | --------- | --------- | --------- |
| ADF Siquirreña   | 0 - 2     | Talentos del Caribe | Estadio de Siquirres | 2 de marzo |           |           |           |
| CCDR San Pablo   | 0 - 0     | Orión F. C.         | "Yuba" Paniagua      | 2 de marzo |           |           |           |
| Valle F. C.      | 4 - 2     | AF Lankester 1943   | Cancha La Guaria     | 2 de marzo |           |           |           |
| Total de goles:8 |           |                     |                      |            |           |           |           |

| Jornada 7           | Jornada 7 | Jornada 7      | Jornada 7          | Jornada 7  | Jornada 7 | Jornada 7 | Jornada 7 |
| Local               | Resultado | Visitante      | Estadio            | Fecha      |           |           |           |
| ------------------- | --------- | -------------- | ------------------ | ---------- | --------- | --------- | --------- |
| AF Lankester 1943   | 2 - 1     | ADF Siquirreña | "Quincho" Barquero | 9 de marzo |           |           |           |
| Talentos del Caribe | 1 - 0     | CCDR San Pablo | Puerto Viejo       | 9 de marzo |           |           |           |
| Orión F. C.         | 2 - 3     | Valle F. C.    | Dulce Nombre       | 9 de marzo |           |           |           |
| Total de goles:9    |           |                |                    |            |           |           |           |

| Jornada 8        | Jornada 8 | Jornada 8           | Jornada 8        | Jornada 8   | Jornada 8 | Jornada 8 | Jornada 8 |
| Local            | Resultado | Visitante           | Estadio          | Fecha       |           |           |           |
| ---------------- | --------- | ------------------- | ---------------- | ----------- | --------- | --------- | --------- |
| Orión F. C.      | 1 - 2     | Talentos del Caribe | Dulce Nombre     | 16 de marzo |           |           |           |
| CCDR San Pablo   | 1 - 3     | AF Lankester 1943   | "Yuba" Paniagua  | 16 de marzo |           |           |           |
| Valle F. C.      | 1 - 1     | ADF Siquirreña      | Cancha La Guaria | 16 de marzo |           |           |           |
| Total de goles:9 |           |                     |                  |             |           |           |           |

| Jornada 9           | Jornada 9     | Jornada 9         | Jornada 9         | Jornada 9   | Jornada 9 | Jornada 9 | Jornada 9 |
| Local               | Resultado     | Visitante         | Estadio           | Fecha       |           |           |           |
| ------------------- | ------------- | ----------------- | ----------------- | ----------- | --------- | --------- | --------- |
| ADF Siquirreña      | No Programado | Orión F. C.       | Cancha La Florida | 23 de marzo |           |           |           |
| Talentos del Caribe | 1 - 4         | AF Lankester 1943 | Puerto Viejo      | 23 de marzo |           |           |           |
| Valle F.C.          | 3 - 1         | CCDR San Pablo    | Cancha La Guaria  | 23 de marzo |           |           |           |
| Total de goles:9    |               |                   |                   |             |           |           |           |

| Jornada 10          | Jornada 10    | Jornada 10     | Jornada 10         | Jornada 10  | Jornada 10 | Jornada 10 | Jornada 10 |
| Local               | Resultado     | Visitante      | Estadio            | Fecha       |            |            |            |
| ------------------- | ------------- | -------------- | ------------------ | ----------- | ---------- | ---------- | ---------- |
| AF Lankester 1943   | No Programado | Orión F. C.    | "Quincho" Barquero | 30 de marzo |            |            |            |
| ADF Siquirreña      | 2 - 1         | CCDR San Pablo | Cancha La Florida  | 30 de marzo |            |            |            |
| Talentos del Caribe | 3 - 1         | Valle F.C.     | Puerto Viejo       | 30 de marzo |            |            |            |
| Total de goles:7    |               |                |                    |             |            |            |            |

## Fase final

### Cuadro de desarrollo
|  | Octavos de final                           | Octavos de final                           | Octavos de final                           | Octavos de final                           |   |                 | Cuartos de final                         | Cuartos de final                         | Cuartos de final                         | Cuartos de final                         |  |                    | Semifinales                          | Semifinales                          | Semifinales                          | Semifinales                          |  |                    | Final Clausura                        | Final Clausura                        | Final Clausura                        | Final Clausura                        |  |               | Gran Final                             | Gran Final                             | Gran Final                             | Gran Final                             |  |
|  | 6 de abril (ida) 13 y 27 de abril (vuelta) | 6 de abril (ida) 13 y 27 de abril (vuelta) | 6 de abril (ida) 13 y 27 de abril (vuelta) | 6 de abril (ida) 13 y 27 de abril (vuelta) |   |                 | 4 de mayo (ida) 11 y 18 de mayo (vuelta) | 4 de mayo (ida) 11 y 18 de mayo (vuelta) | 4 de mayo (ida) 11 y 18 de mayo (vuelta) | 4 de mayo (ida) 11 y 18 de mayo (vuelta) |  |                    | 25 de mayo (ida) 1 de junio (vuelta) | 25 de mayo (ida) 1 de junio (vuelta) | 25 de mayo (ida) 1 de junio (vuelta) | 25 de mayo (ida) 1 de junio (vuelta) |  |                    | 8 de junio (ida) 15 de junio (vuelta) | 8 de junio (ida) 15 de junio (vuelta) | 8 de junio (ida) 15 de junio (vuelta) | 8 de junio (ida) 15 de junio (vuelta) |  |               | 22 de junio (ida) 28 de junio (vuelta) | 22 de junio (ida) 28 de junio (vuelta) | 22 de junio (ida) 28 de junio (vuelta) | 22 de junio (ida) 28 de junio (vuelta) |  |
|  |                                            |                                            |                                            |                                            |   |                 |                                          |                                          |                                          |                                          |  |                    |                                      |                                      |                                      |                                      |  |                    |                                       |                                       |                                       |                                       |  |               |                                        |                                        |                                        |                                        |  |
|  |                                            |                                            |                                            |                                            |   |                 |                                          |                                          |                                          |                                          |  |                    |                                      |                                      |                                      |                                      |  |                    |                                       |                                       |                                       |                                       |  |               |                                        |                                        |                                        |                                        |  |
|  | A. D. R. Cóbano                            | 1                                          | 1                                          | 2                                          |   |                 |                                          |                                          |                                          |                                          |  |                    |                                      |                                      |                                      |                                      |  |                    |                                       |                                       |                                       |                                       |  |               |                                        |                                        |                                        |                                        |  |
|  | A. D. R. Cóbano                            | 1                                          | 1                                          | 2                                          |   |                 |                                          |                                          |                                          |                                          |  |                    |                                      |                                      |                                      |                                      |  |                    |                                       |                                       |                                       |                                       |  |               |                                        |                                        |                                        |                                        |  |
|  | UCR Fútbol Club                            | 0                                          | 0                                          | 0                                          |   |                 |                                          |                                          |                                          |                                          |  |                    |                                      |                                      |                                      |                                      |  |                    |                                       |                                       |                                       |                                       |  |               |                                        |                                        |                                        |                                        |  |
|  | UCR Fútbol Club                            | 0                                          | 0                                          | 0                                          |   | A. D. R. Cóbano | 1                                        | 0                                        | 1                                        |                                          |  |                    |                                      |                                      |                                      |                                      |  |                    |                                       |                                       |                                       |                                       |  |               |                                        |                                        |                                        |                                        |  |
|  |                                            |                                            |                                            |                                            |   | A. D. R. Cóbano | 1                                        | 0                                        | 1                                        |                                          |  |                    |                                      |                                      |                                      |                                      |  |                    |                                       |                                       |                                       |                                       |  |               |                                        |                                        |                                        |                                        |  |
|  |                                            |                                            | San Migool - V. C.                         | 0                                          | 2 | 2               |                                          |                                          |                                          |                                          |  |                    |                                      |                                      |                                      |                                      |  |                    |                                       |                                       |                                       |                                       |  |               |                                        |                                        |                                        |                                        |  |
|  | San Migool - V. C.                         | 3                                          | San Migool - V. C.                         | 0                                          | 2 | 2               | 2                                        | 5                                        |                                          |                                          |  |                    |                                      |                                      |                                      |                                      |  |                    |                                       |                                       |                                       |                                       |  |               |                                        |                                        |                                        |                                        |  |
|  | San Migool - V. C.                         | 3                                          |                                            |                                            |   |                 |                                          |                                          |                                          |                                          |  |                    |                                      |                                      |                                      |                                      |  |                    |                                       |                                       |                                       |                                       |  |               |                                        |                                        |                                        |                                        |  |
|  | Valle F. C.                                | 1                                          | 3                                          | 4                                          |   |                 |                                          |                                          |                                          |                                          |  |                    |                                      |                                      |                                      |                                      |  |                    |                                       |                                       |                                       |                                       |  |               |                                        |                                        |                                        |                                        |  |
|  | Valle F. C.                                | 1                                          | 3                                          | 4                                          |   |                 |                                          |                                          |                                          |                                          |  | San Migool - V. C. | 2                                    | 1                                    | 3                                    |                                      |  |                    |                                       |                                       |                                       |                                       |  |               |                                        |                                        |                                        |                                        |  |
|  |                                            |                                            |                                            |                                            |   |                 |                                          |                                          |                                          |                                          |  | San Migool - V. C. | 2                                    | 1                                    | 3                                    |                                      |  |                    |                                       |                                       |                                       |                                       |  |               |                                        |                                        |                                        |                                        |  |
|  |                                            |                                            | ASODEBA                                    | 2                                          | 0 | 2               |                                          |                                          |                                          |                                          |  |                    |                                      |                                      |                                      |                                      |  |                    |                                       |                                       |                                       |                                       |  |               |                                        |                                        |                                        |                                        |  |
|  | A. D. Ramonense                            | 0                                          | ASODEBA                                    | 2                                          | 0 | 2               | 0                                        | 0                                        |                                          |                                          |  |                    |                                      |                                      |                                      |                                      |  |                    |                                       |                                       |                                       |                                       |  |               |                                        |                                        |                                        |                                        |  |
|  | A. D. Ramonense                            | 0                                          |                                            |                                            |   |                 |                                          |                                          |                                          |                                          |  |                    |                                      |                                      |                                      |                                      |  |                    |                                       |                                       |                                       |                                       |  |               |                                        |                                        |                                        |                                        |  |
|  | A. D. Rosario                              | 3                                          | 1                                          | 4                                          |   |                 |                                          |                                          |                                          |                                          |  |                    |                                      |                                      |                                      |                                      |  |                    |                                       |                                       |                                       |                                       |  |               |                                        |                                        |                                        |                                        |  |
|  | A. D. Rosario                              | 3                                          | 1                                          | 4                                          |   | ASODEBA         | 0                                        | 5                                        | 5(8)                                     |                                          |  |                    |                                      |                                      |                                      |                                      |  |                    |                                       |                                       |                                       |                                       |  |               |                                        |                                        |                                        |                                        |  |
|  |                                            |                                            |                                            |                                            |   | ASODEBA         | 0                                        | 5                                        | 5(8)                                     |                                          |  |                    |                                      |                                      |                                      |                                      |  |                    |                                       |                                       |                                       |                                       |  |               |                                        |                                        |                                        |                                        |  |
|  |                                            |                                            | A. D. Rosario                              | 1                                          | 4 | 5(7)            |                                          |                                          |                                          |                                          |  |                    |                                      |                                      |                                      |                                      |  |                    |                                       |                                       |                                       |                                       |  |               |                                        |                                        |                                        |                                        |  |
|  | ASODEBA                                    | 3                                          | A. D. Rosario                              | 1                                          | 4 | 5(7)            | 1                                        | 4(4)                                     |                                          |                                          |  |                    |                                      |                                      |                                      |                                      |  |                    |                                       |                                       |                                       |                                       |  |               |                                        |                                        |                                        |                                        |  |
|  | ASODEBA                                    | 3                                          |                                            |                                            |   |                 |                                          |                                          |                                          |                                          |  |                    |                                      |                                      |                                      |                                      |  |                    |                                       |                                       |                                       |                                       |  |               |                                        |                                        |                                        |                                        |  |
|  | AF Lankester 1943                          | 2                                          | 2                                          | 4(3)                                       |   |                 |                                          |                                          |                                          |                                          |  |                    |                                      |                                      |                                      |                                      |  |                    |                                       |                                       |                                       |                                       |  |               |                                        |                                        |                                        |                                        |  |
|  | AF Lankester 1943                          | 2                                          | 2                                          | 4(3)                                       |   |                 |                                          |                                          |                                          |                                          |  |                    |                                      |                                      |                                      |                                      |  | San Migool - V. C. | 3                                     | 1                                     | 4                                     |                                       |  |               |                                        |                                        |                                        |                                        |  |
|  |                                            |                                            |                                            |                                            |   |                 |                                          |                                          |                                          |                                          |  |                    |                                      |                                      |                                      |                                      |  | San Migool - V. C. | 3                                     | 1                                     | 4                                     |                                       |  |               |                                        |                                        |                                        |                                        |  |
|  |                                            |                                            | Pitbulls F. C.                             | 3                                          | 2 | 5               |                                          |                                          |                                          |                                          |  |                    |                                      |                                      |                                      |                                      |  |                    |                                       |                                       |                                       |                                       |  |               |                                        |                                        |                                        |                                        |  |
|  | ADF Siquirreña                             | 0                                          | Pitbulls F. C.                             | 3                                          | 2 | 5               | 4                                        | 4                                        |                                          |                                          |  |                    |                                      |                                      |                                      |                                      |  |                    |                                       |                                       |                                       |                                       |  |               |                                        |                                        |                                        |                                        |  |
|  | ADF Siquirreña                             | 0                                          |                                            |                                            |   |                 |                                          |                                          |                                          |                                          |  |                    |                                      |                                      |                                      |                                      |  |                    |                                       |                                       |                                       |                                       |  |               |                                        |                                        |                                        |                                        |  |
|  | Municipal Coto Brus                        | 1                                          | 0                                          | 1                                          |   |                 |                                          |                                          |                                          |                                          |  |                    |                                      |                                      |                                      |                                      |  |                    |                                       |                                       |                                       |                                       |  |               |                                        |                                        |                                        |                                        |  |
|  | Municipal Coto Brus                        | 1                                          | 0                                          | 1                                          |   | ADF Siquirreña  | 0                                        | 0                                        | 0                                        |                                          |  |                    |                                      |                                      |                                      |                                      |  |                    |                                       |                                       |                                       |                                       |  |               |                                        |                                        |                                        |                                        |  |
|  |                                            |                                            |                                            |                                            |   | ADF Siquirreña  | 0                                        | 0                                        | 0                                        |                                          |  |                    |                                      |                                      |                                      |                                      |  |                    |                                       |                                       |                                       |                                       |  |               |                                        |                                        |                                        |                                        |  |
|  |                                            |                                            | Pitbulls F. C.                             | 3                                          | 0 | 3               |                                          |                                          |                                          |                                          |  |                    |                                      |                                      |                                      |                                      |  |                    |                                       |                                       |                                       |                                       |  |               |                                        |                                        |                                        |                                        |  |
|  | Pitbulls F. C.                             | 3                                          | Pitbulls F. C.                             | 3                                          | 0 | 3               | 2                                        | 5                                        |                                          |                                          |  |                    |                                      |                                      |                                      |                                      |  |                    |                                       |                                       |                                       |                                       |  |               |                                        |                                        |                                        |                                        |  |
|  | Pitbulls F. C.                             | 3                                          |                                            |                                            |   |                 |                                          |                                          |                                          |                                          |  |                    |                                      |                                      |                                      |                                      |  |                    |                                       |                                       |                                       |                                       |  |               |                                        |                                        |                                        |                                        |  |
|  | A. D. Esparza PSL                          | 1                                          | 0                                          | 1                                          |   |                 |                                          |                                          |                                          |                                          |  |                    |                                      |                                      |                                      |                                      |  |                    |                                       |                                       |                                       |                                       |  |               |                                        |                                        |                                        |                                        |  |
|  | A. D. Esparza PSL                          | 1                                          | 0                                          | 1                                          |   |                 |                                          |                                          |                                          |                                          |  | Pitbulls F. C.     | 1                                    | 0                                    | 1                                    |                                      |  |                    |                                       |                                       |                                       |                                       |  |               |                                        |                                        |                                        |                                        |  |
|  |                                            |                                            |                                            |                                            |   |                 |                                          |                                          |                                          |                                          |  | Pitbulls F. C.     | 1                                    | 0                                    | 1                                    |                                      |  |                    |                                       |                                       |                                       |                                       |  |               |                                        |                                        |                                        |                                        |  |
|  |                                            |                                            | Águila F. C.                               | 0                                          | 0 | 0               |                                          |                                          |                                          |                                          |  |                    |                                      |                                      |                                      |                                      |  |                    |                                       |                                       |                                       |                                       |  |               |                                        |                                        |                                        |                                        |  |
|  | Águila F. C.                               | 2                                          | Águila F. C.                               | 0                                          | 0 | 0               | 5                                        | 7                                        |                                          |                                          |  |                    |                                      |                                      |                                      |                                      |  |                    |                                       |                                       |                                       |                                       |  |               |                                        |                                        |                                        |                                        |  |
|  | Águila F. C.                               | 2                                          |                                            |                                            |   |                 |                                          |                                          |                                          |                                          |  |                    |                                      |                                      |                                      |                                      |  |                    |                                       |                                       |                                       |                                       |  |               |                                        |                                        |                                        |                                        |  |
|  | C. D. Pavas                                | 0                                          | 1                                          | 1                                          |   |                 |                                          |                                          |                                          |                                          |  |                    |                                      |                                      |                                      |                                      |  |                    |                                       |                                       |                                       |                                       |  |               |                                        |                                        |                                        |                                        |  |
|  | C. D. Pavas                                | 0                                          | 1                                          | 1                                          |   | Águila F. C.    | 1                                        | 3                                        | 4                                        |                                          |  |                    |                                      |                                      |                                      |                                      |  |                    |                                       |                                       |                                       |                                       |  |               |                                        |                                        |                                        |                                        |  |
|  |                                            |                                            |                                            |                                            |   | Águila F. C.    | 1                                        | 3                                        | 4                                        |                                          |  |                    |                                      |                                      |                                      |                                      |  |                    |                                       |                                       |                                       |                                       |  |               |                                        |                                        |                                        |                                        |  |
|  |                                            |                                            | Municipal Desamparados                     | 2                                          | 1 | 3               |                                          |                                          |                                          |                                          |  |                    |                                      |                                      |                                      |                                      |  |                    |                                       |                                       |                                       |                                       |  |               |                                        |                                        |                                        |                                        |  |
|  | Municipal Desamparados                     | 2                                          | Municipal Desamparados                     | 2                                          | 1 | 3               | 1                                        | 3                                        |                                          |                                          |  |                    |                                      |                                      |                                      |                                      |  |                    |                                       |                                       |                                       |                                       |  |               |                                        |                                        |                                        |                                        |  |
|  | Municipal Desamparados                     | 2                                          |                                            |                                            |   |                 |                                          |                                          |                                          |                                          |  |                    |                                      |                                      |                                      |                                      |  |                    |                                       |                                       |                                       |                                       |  |               |                                        |                                        |                                        |                                        |  |
|  | Talentos del Caribe                        | 1                                          | 1                                          | 2                                          |   |                 |                                          |                                          |                                          |                                          |  |                    |                                      |                                      |                                      |                                      |  |                    |                                       |                                       |                                       |                                       |  |               |                                        |                                        |                                        |                                        |  |
|  | Talentos del Caribe                        | 1                                          | 1                                          | 2                                          |   |                 |                                          |                                          |                                          |                                          |  |                    |                                      |                                      |                                      |                                      |  |                    |                                       |                                       |                                       |                                       |  | A. D. Rosario | 0                                      | 2                                      | 2 (3)                                  |                                        |  |
|  |                                            |                                            |                                            |                                            |   |                 |                                          |                                          |                                          |                                          |  |                    |                                      |                                      |                                      |                                      |  |                    |                                       |                                       |                                       |                                       |  | A. D. Rosario | 0                                      | 2                                      | 2 (3)                                  |                                        |  |
|  |                                            |                                            | Pitbulls F. C.                             | 1                                          | 1 | 2 (4)           |                                          |                                          |                                          |                                          |  |                    |                                      |                                      |                                      |                                      |  |                    |                                       |                                       |                                       |                                       |  |               |                                        |                                        |                                        |                                        |  |
|  |                                            |                                            | Pitbulls F. C.                             | 1                                          | 1 | 2 (4)           |                                          |                                          |                                          |                                          |  |                    |                                      |                                      |                                      |                                      |  |                    |                                       |                                       |                                       |                                       |  |               |                                        |                                        |                                        |                                        |  |
|  |                                            |                                            |                                            |                                            |   |                 |                                          |                                          |                                          |                                          |  |                    |                                      |                                      |                                      |                                      |  |                    |                                       |                                       |                                       |                                       |  |               |                                        |                                        |                                        |                                        |  |
|  |                                            |                                            |                                            |                                            |   |                 |                                          |                                          |                                          |                                          |  |                    |                                      |                                      |                                      |                                      |  |                    |                                       |                                       |                                       |                                       |  |               |                                        |                                        |                                        |                                        |  |
|  |                                            |                                            |                                            |                                            |   |                 |                                          |                                          |                                          |                                          |  |                    |                                      |                                      |                                      |                                      |  |                    |                                       |                                       |                                       |                                       |  |               |                                        |                                        |                                        |                                        |  |
|  |                                            |                                            |                                            |                                            |   |                 |                                          |                                          |                                          |                                          |  |                    |                                      |                                      |                                      |                                      |  |                    |                                       |                                       |                                       |                                       |  |               |                                        |                                        |                                        |                                        |  |
|  |                                            |                                            |                                            |                                            |   |                 |                                          |                                          |                                          |                                          |  |                    |                                      |                                      |                                      |                                      |  |                    |                                       |                                       |                                       |                                       |  |               |                                        |                                        |                                        |                                        |  |
|  |                                            |                                            |                                            |                                            |   |                 |                                          |                                          |                                          |                                          |  |                    |                                      |                                      |                                      |                                      |  |                    |                                       |                                       |                                       |                                       |  |               |                                        |                                        |                                        |                                        |  |
|  |                                            |                                            |                                            |                                            |   |                 |                                          |                                          |                                          |                                          |  |                    |                                      |                                      |                                      |                                      |  |                    |                                       |                                       |                                       |                                       |  |               |                                        |                                        |                                        |                                        |  |
|  |                                            |                                            |                                            |                                            |   |                 |                                          |                                          |                                          |                                          |  |                    |                                      |                                      |                                      |                                      |  |                    |                                       |                                       |                                       |                                       |  |               |                                        |                                        |                                        |                                        |  |
|  |                                            |                                            |                                            |                                            |   |                 |                                          |                                          |                                          |                                          |  |                    |                                      |                                      |                                      |                                      |  |                    |                                       |                                       |                                       |                                       |  |               |                                        |                                        |                                        |                                        |  |
|  |                                            |                                            |                                            |                                            |   |                 |                                          |                                          |                                          |                                          |  |                    |                                      |                                      |                                      |                                      |  |                    |                                       |                                       |                                       |                                       |  |               |                                        |                                        |                                        |                                        |  |
|  |                                            |                                            |                                            |                                            |   |                 |                                          |                                          |                                          |                                          |  |                    |                                      |                                      |                                      |                                      |  |                    |                                       |                                       |                                       |                                       |  |               |                                        |                                        |                                        |                                        |  |
|  |                                            |                                            |                                            |                                            |   |                 |                                          |                                          |                                          |                                          |  |                    |                                      |                                      |                                      |                                      |  |                    |                                       |                                       |                                       |                                       |  |               |                                        |                                        |                                        |                                        |  |
|  |                                            |                                            |                                            |                                            |   |                 |                                          |                                          |                                          |                                          |  |                    |                                      |                                      |                                      |                                      |  |                    |                                       |                                       |                                       |                                       |  |               |                                        |                                        |                                        |                                        |  |
|  |                                            |                                            |                                            |                                            |   |                 |                                          |                                          |                                          |                                          |  |                    |                                      |                                      |                                      |                                      |  |                    |                                       |                                       |                                       |                                       |  |               |                                        |                                        |                                        |                                        |  |
|  |                                            |                                            |                                            |                                            |   |                 |                                          |                                          |                                          |                                          |  |                    |                                      |                                      |                                      |                                      |  |                    |                                       |                                       |                                       |                                       |  |               |                                        |                                        |                                        |                                        |  |
|  |                                            |                                            |                                            |                                            |   |                 |                                          |                                          |                                          |                                          |  |                    |                                      |                                      |                                      |                                      |  |                    |                                       |                                       |                                       |                                       |  |               |                                        |                                        |                                        |                                        |  |
|  |                                            |                                            |                                            |                                            |   |                 |                                          |                                          |                                          |                                          |  |                    |                                      |                                      |                                      |                                      |  |                    |                                       |                                       |                                       |                                       |  |               |                                        |                                        |                                        |                                        |  |
|  |                                            |                                            |                                            |                                            |   |                 |                                          |                                          |                                          |                                          |  |                    |                                      |                                      |                                      |                                      |  |                    |                                       |                                       |                                       |                                       |  |               |                                        |                                        |                                        |                                        |  |
|  |                                            |                                            |                                            |                                            |   |                 |                                          |                                          |                                          |                                          |  |                    |                                      |                                      |                                      |                                      |  |                    |                                       |                                       |                                       |                                       |  |               |                                        |                                        |                                        |                                        |  |
|  |                                            |                                            |                                            |                                            |   |                 |                                          |                                          |                                          |                                          |  |                    |                                      |                                      |                                      |                                      |  |                    |                                       |                                       |                                       |                                       |  |               |                                        |                                        |                                        |                                        |  |
|  |                                            |                                            |                                            |                                            |   |                 |                                          |                                          |                                          |                                          |  |                    |                                      |                                      |                                      |                                      |  |                    |                                       |                                       |                                       |                                       |  |               |                                        |                                        |                                        |                                        |  |
|  |                                            |                                            |                                            |                                            |   |                 |                                          |                                          |                                          |                                          |  |                    |                                      |                                      |                                      |                                      |  |                    |                                       |                                       |                                       |                                       |  |               |                                        |                                        |                                        |                                        |  |
|  |                                            |                                            |                                            |                                            |   |                 |                                          |                                          |                                          |                                          |  |                    |                                      |                                      |                                      |                                      |  |                    |                                       |                                       |                                       |                                       |  |               |                                        |                                        |                                        |                                        |  |
|  |                                            |                                            |                                            |                                            |   |                 |                                          |                                          |                                          |                                          |  |                    |                                      |                                      |                                      |                                      |  |                    |                                       |                                       |                                       |                                       |  |               |                                        |                                        |                                        |                                        |  |
|  |                                            |                                            |                                            |                                            |   |                 |                                          |                                          |                                          |                                          |  |                    |                                      |                                      |                                      |                                      |  |                    |                                       |                                       |                                       |                                       |  |               |                                        |                                        |                                        |                                        |  |
|  |                                            |                                            |                                            |                                            |   |                 |                                          |                                          |                                          |                                          |  |                    |                                      |                                      |                                      |                                      |  |                    |                                       |                                       |                                       |                                       |  |               |                                        |                                        |                                        |                                        |  |
|  |                                            |                                            |                                            |                                            |   |                 |                                          |                                          |                                          |                                          |  |                    |                                      |                                      |                                      |                                      |  |                    |                                       |                                       |                                       |                                       |  |               |                                        |                                        |                                        |                                        |  |
|  |                                            |                                            |                                            |                                            |   |                 |                                          |                                          |                                          |                                          |  |                    |                                      |                                      |                                      |                                      |  |                    |                                       |                                       |                                       |                                       |  |               |                                        |                                        |                                        |                                        |  |
|  |                                            |                                            |                                            |                                            |   |                 |                                          |                                          |                                          |                                          |  |                    |                                      |                                      |                                      |                                      |  |                    |                                       |                                       |                                       |                                       |  |               |                                        |                                        |                                        |                                        |  |
|  |                                            |                                            |                                            |                                            |   |                 |                                          |                                          |                                          |                                          |  |                    |                                      |                                      |                                      |                                      |  |                    |                                       |                                       |                                       |                                       |  |               |                                        |                                        |                                        |                                        |  |
|  |                                            |                                            |                                            |                                            |   |                 |                                          |                                          |                                          |                                          |  |                    |                                      |                                      |                                      |                                      |  |                    |                                       |                                       |                                       |                                       |  |               |                                        |                                        |                                        |                                        |  |
|  |                                            |                                            |                                            |                                            |   |                 |                                          |                                          |                                          |                                          |  |                    |                                      |                                      |                                      |                                      |  |                    |                                       |                                       |                                       |                                       |  |               |                                        |                                        |                                        |                                        |  |
|  |                                            |                                            |                                            |                                            |   |                 |                                          |                                          |                                          |                                          |  |                    |                                      |                                      |                                      |                                      |  |                    |                                       |                                       |                                       |                                       |  |               |                                        |                                        |                                        |                                        |  |
|  |                                            |                                            |                                            |                                            |   |                 |                                          |                                          |                                          |                                          |  |                    |                                      |                                      |                                      |                                      |  |                    |                                       |                                       |                                       |                                       |  |               |                                        |                                        |                                        |                                        |  |
|  |                                            |                                            |                                            |                                            |   |                 |                                          |                                          |                                          |                                          |  |                    |                                      |                                      |                                      |                                      |  |                    |                                       |                                       |                                       |                                       |  |               |                                        |                                        |                                        |                                        |  |
|  |                                            |                                            |                                            |                                            |   |                 |                                          |                                          |                                          |                                          |  |                    |                                      |                                      |                                      |                                      |  |                    |                                       |                                       |                                       |                                       |  |               |                                        |                                        |                                        |                                        |  |
|  |                                            |                                            |                                            |                                            |   |                 |                                          |                                          |                                          |                                          |  |                    |                                      |                                      |                                      |                                      |  |                    |                                       |                                       |                                       |                                       |  |               |                                        |                                        |                                        |                                        |  |
|  |                                            |                                            |                                            |                                            |   |                 |                                          |                                          |                                          |                                          |  |                    |                                      |                                      |                                      |                                      |  |                    |                                       |                                       |                                       |                                       |  |               |                                        |                                        |                                        |                                        |  |
|  |                                            |                                            |                                            |                                            |   |                 |                                          |                                          |                                          |                                          |  |                    |                                      |                                      |                                      |                                      |  |                    |                                       |                                       |                                       |                                       |  |               |                                        |                                        |                                        |                                        |  |
|  |                                            |                                            |                                            |                                            |   |                 |                                          |                                          |                                          |                                          |  |                    |                                      |                                      |                                      |                                      |  |                    |                                       |                                       |                                       |                                       |  |               |                                        |                                        |                                        |                                        |  |
|  |                                            |                                            |                                            |                                            |   |                 |                                          |                                          |                                          |                                          |  |                    |                                      |                                      |                                      |                                      |  |                    |                                       |                                       |                                       |                                       |  |               |                                        |                                        |                                        |                                        |  |
|  |                                            |                                            |                                            |                                            |   |                 |                                          |                                          |                                          |                                          |  |                    |                                      |                                      |                                      |                                      |  |                    |                                       |                                       |                                       |                                       |  |               |                                        |                                        |                                        |                                        |  |
|  |                                            |                                            |                                            |                                            |   |                 |                                          |                                          |                                          |                                          |  |                    |                                      |                                      |                                      |                                      |  |                    |                                       |                                       |                                       |                                       |  |               |                                        |                                        |                                        |                                        |  |
|  |                                            |                                            |                                            |                                            |   |                 |                                          |                                          |                                          |                                          |  |                    |                                      |                                      |                                      |                                      |  |                    |                                       |                                       |                                       |                                       |  |               |                                        |                                        |                                        |                                        |  |
|  |                                            |                                            |                                            |                                            |   |                 |                                          |                                          |                                          |                                          |  |                    |                                      |                                      |                                      |                                      |  |                    |                                       |                                       |                                       |                                       |  |               |                                        |                                        |                                        |                                        |  |
|  |                                            |                                            |                                            |                                            |   |                 |                                          |                                          |                                          |                                          |  |                    |                                      |                                      |                                      |                                      |  |                    |                                       |                                       |                                       |                                       |  |               |                                        |                                        |                                        |                                        |  |

### Octavos de final
| Equipo 1               | Agr           | Equipo 2            | Ida     | Vuelta |
| ---------------------- | ------------- | ------------------- | ------- | ------ |
| A. D. R. Cóbano        | 2-0           | UCR Fútbol Club     | 1-0     | 1-0    |
| San Migool - V. C.     | 5-4           | Valle F. C.         | 3-1     | 2-3    |
| A. D. Ramonense        | 0-4           | A. D. Rosario       | 0-3 (*) | 0-1    |
| ASODEBA                | 4-4 (4-3pen.) | AF Lankester 1943   | 3-2     | 1-2    |
| Municipal Coto Brus    | 1-4           | ADF Siquirreña      | 1-0     | 0-4    |
| Pitbulls F. C.         | 5-1           | A. D. Esparza PSL   | 3-1     | 2-0    |
| Águila F. C.           | 7-1           | C. D. Pavas         | 2-0     | 5-1    |
| Municipal Desamparados | 3-2           | Talentos del Caribe | 2-1     | 1-1    |

(*) Gana el partido 3-0 debido a alineación indebida por parte de AD Ramonense (*)

### Cuartos de final
| Equipo 1        | Agr.          | Equipo 2               | Ida     | Vuelta |
| --------------- | ------------- | ---------------------- | ------- | ------ |
| A. D. R. Cóbano | 1-2           | San Migool - V. C.     | 1-0     | 0-2    |
| ASODEBA         | 5-5(8-7 pen.) | A. D. Rosario          | 0-1     | 5-4    |
| ADF Siquirreña  | 0-3           | Pitbulls F. C.         | 0-3 (*) | 0-0    |
| Águila F. C.    | 4-3           | Municipal Desamparados | 1-2     | 3-1    |

(*) Gana el partido 3-0 debido a alineación indebida por parte de ADF Siquirreña (*)

### Semifinales
| Equipo 1           | Agr. | Equipo 2       | Ida | Vuelta |
| ------------------ | ---- | -------------- | --- | ------ |
| San Migool - V. C. | 3-2  | ASODEBA        | 2-2 | 1-0    |
| Águila F. C.       | 0-1  | Pitbulls F. C. | 0-1 | 0-0    |

### Final Clausura
| Equipo 1           | Agr. | Equipo 2       | Ida | Vuelta |
| ------------------ | ---- | -------------- | --- | ------ |
| San Migool - V. C. | 4-5  | Pitbulls F. C. | 3-3 | 1-2    |

### Final de Segunda B
| Equipo 1      | Agr.           | Equipo 2       | Ida | Vuelta |
| ------------- | -------------- | -------------- | --- | ------ |
| A. D. Rosario | 2-2 (3-4 pen.) | Pitbulls F. C. | 0-1 | 2-1    |

|                                       |
| Campeón Segunda B 2025 Pitbulls F. C. |
| 1.er título                           |

### Plantilla del Campeón
- Porteros

Mauricio Anchia
Jans Ulcena

Defensas
Kevin Baltodano
Douglas Conejo
Sebastián Sánchez
Eferson Chacón
Axcel Espinoza
Andrés Amaral
Luis Rodríguez
Jesús Ramírez

Mediocampistas
Sebastian Gonzalez
Sebastián Porras
Carlos Bermudez
Jeudyn Jiménez
Óscar Zúñiga
Jeiter Parkinson
Bismarck Acosta
Kane Ujueta
David Mora
Greivin Marchena

 Delanteros
Alejandro Amaral
Marcos Escoe
José Pablo Esquivel
Joseph Ramírez
Maksim Primak
- DT: Bryan Sánchez